# Style Wars
Style Wars ist ein früher Dokumentarfilm über die Hip-Hop-Kultur. Tony Silver und Henry Chalfant drehten den Film in den frühen 1980ern in New York City. Der Film fokussiert vor allem die Graffiti-Szene, aber auch die anderen Elemente aus den Frühzeiten des Hip-Hop, wie Breakdance oder Rap, kommen im Film vor.

## Beschreibung
Der Film entstand ursprünglich für den Fernsehsender PBS, der ihn 1983 ausstrahlte. Danach nahm der Film aber auch auf zahlreichen Filmfestivals teil. Style Wars betrachtet das Leben der jungen Graffiti-Writer, die versuchen, sich selbst durch die Kunst auszudrücken. Der Film zeigt auch die Meinung des damaligen New Yorker Bürgermeisters Ed Koch, der Polizei, von Angestellten der New Yorker U-Bahn und von diversen „Leuten von der Straße“.
Der Film stellt den einarmigen Writer Case, den Writer Skeme und seine Mutter, den berüchtigten Cap, die mittlerweile verstorbenen Graffiti-Künstler Dondi und Shy, den Graffiti-Dokumentarist (und Regisseur von Style Wars) Henry Chalfant sowie den Breakdancer Crazy Legs vor. Der Film gibt einen Einblick in die damalige Szene und zeigt, aus wie vielen sowohl sozialen als auch ethnischen Gruppen sie sich damals zusammensetzte.
In Deutschland wurde der Dokumentarfilm auch als „U-Bahn Bilder und verrückte Beine“ gezeigt. Als Off-Sprecher fungiert in der deutschen Version Kabarettist Henning Venske, auch bekannt aus der Sesamstraße.
Die später erschienene DVD-Version enthält unter anderem 23 Minuten zusätzliches Filmmaterial, Galerien von über 30 Künstlern sowie zusätzliche rückblickende Interviews mit Fab 5 Freddy, Goldie, Guru, DJ Red Alert, Deadly Buda und der Fotografin Martha Cooper.